# 영남대학교
영남대학교(嶺南大學校, Yeungnam University)는 대한민국 경상북도 경산시와 대구광역시 남구에 있는 사립 종합대학이다. 대구대학과 청구대학이 1967년 12월에 통합되어 출범했다. 상징은 천마(天馬)이며, 교육목표는 창학정신에 제시된 교육이념을 바탕으로 하는 ‘민족의 대학’, ‘세계 속의 대학’으로서의 사명을 다하는 데 두고 있다. 약칭으로 ‘영대’라고 부르거나, 영문약칭으로 ‘YU’라 부르기도 한다.

## 영남대의 청학정신

### 창학정신

#### 대구대학 창학정신(1947-1967)
해방과 더불어 애국, 애족하는 인사들에 의해서 발의되었으며, 국가와 민족의 장래를 위하여 구국경세의 인재를 양성할 목적으로 건학하였다. 경북도내 각계 각층의 독지가들이 희사한 재산을 기반으로 하여 세워졌으며, 지역사회가 필요로 하는 각 분야의 인재를 양성, 배출하고 다른 한편으로는 대학 스스로가 지역문화의 각 분야에서 선도적 역할을 담당함으로써 지역사회 발전에 이바지하기 위함이다.

#### 청구대학 창학정신(1950-1967)
일제 강점기 항일운동의 맥을 이은 해방 후의 청년운동이 모태가 된 청구대학은 대중대학강좌에서 출발하여 우리나라 야간대학의 효시로 볼 수 있다. 청구대학은 애국애족의 독립정신을 기초하여 배움의 길을 찾던 근로청년들에게 고등교육의 길을 열어 민족문화를 수호, 발전시킬 인재를 길러낼 목적 아래 발족하였다.

#### 영남대학교 창학정신(1967~)
영남대학교는 지성의 전당으로서 애국정신을 바탕으로 하여 인간교육과 생산교육을 추진함으로써, 민족문화를 계승/발전시키고, 민족중흥의 새 역사 기여함을 창학정신으로 삼는다.

### 천마(天馬)
신라 화랑의 자취가 남아있는 압량벌에 ‘민족의 대학’이라는 건학 이념을 기치로 설립된 영남대학교가 자리 잡았다. 영남대학교의 상징인 천마 속에는 약동하는 힘과 비약하는 화랑의 기상이 응집되어 있고 ‘민족의 대학’, ‘세계속의 대학’으로 나아가려는 창학정신과 교육목표가 표출되어 있다. 뒤로 힘차게 벋은 말갈기는 불굴의 기백과 진취성을 나타내며, 우주를 상징하는 둥근 모양은 무궁한 가능성과 원만성을 나타낸다. 구름 위를 질주하는 듯한 장엄한 모습의 천마를 통해서 거침없이 미래로 뻗어 나아가려는 천마인의 진취적인 기상이 표현된다.

### 교명의 유래
영남은 태백, 속리, 덕유, 지리산과 죽령, 조령, 추풍령 등과 같은 태산 준령의 남쪽 즉 “嶺之南”이라는 말에서 유래되었다. 영남의 중앙부에는 낙동강이 관류하며 좌우에서 흘러오는 지류들이 합류되면서 통일성과 일체감을 가진 특색있는 하나의 문화권이 형성되었다. 이곳은 신라⦁가야문화의 본 고장인 동시에 불교, 유교문화와 동학사상의 발원지이기도 하다. 이곳을 기반으로 한 신라가 민족통일의 대업을 성취하면서 한국사의 주류가 영남을 중심으로 전개되었고, 원효와 퇴계, 수운 등 우리 역사의 큰 흐름을 바꾼 인물들이 배출되었다. 그래서 영남은 향토지명이라기보다 민족문화의 발전과 창달을 사명으로 하고 있는 장소를 뜻하기도 한다. 즉 민족문화가 가지는 전통과 창조적 정신을 새로이 구현하여 문화창조에 이바지하는 장소라는 의미인데 교명을 “영남”이라 택하였으며 이는 대구대학과 청구대학의 설립취지와도 부합한다.

### 구성원 현황(2017년 기준)
- 교수 현황 : 전임교원 총장 1명, 전임교원 교수 478명, 전임교원 부교수 142명, 전임교원 조교수 132명,외국인교원 132명 (2017년 4월 기준)[1]
- 재적생 현황 : 학부 : 29,887명, 대학원 : 3,051명 - 일반석사 : 860, 특수⋅전문대학원 : 1,480, 박사: 547, 석⋅박사통합 : 164) (2017년 9월 기준)[1]

- 졸업생 현황 : 학부 : 193,421명, 대학원 : 30,309명 - 일반석사 : 13,699명, 특수⋅전문대학원 : 12,970명, 박사 : 3,580명, 석⋅박사통합 : 60명 (2017년 9월 기준)[1]

### 표어
- 창의성, 진취성, 지성, 야성[11]

### Y형 인재
- Y는 영남대학교의 영문 이니셜 Y를 표현한 것이며, Y의 이미지는 두 팔 벌려 세계와 미래를 향해 환호하는 천마인을 상징한다. 두 팔이 향하는 하늘은 글로벌을, 딛고 있는 땅은 로컬을 타나낸다. 또한 인성을 몸통으로, 창의성과 진취성을 겸비한 것을 의미한다. 영남대학교는 21세기 세계화와 지식기반사회에 부합하는 Y형 인재를 길러낼 수 있는 종합적이고 체계적인 새로운 인재 육성 패러다음 구축을 목표로 하고 있다.[11] ‘Y형 인재론’은 영남대학교 제13대 총장인 이효수 교수의 PDR System Theory의 Humanware 개념[12]과 MIT McGregor 교수의 XY 이론[13]에 기초한 인적자원개발 개념이다.[14]

## 역사

### 대구대학
- 1947년 3월 최준에 의해서 대구문리과대학 개교
- 1947년 9월 22일 재단법인 대구대학 설립, 대구대학으로 개편
- 1948년 9월 대봉동으로 교사 이전 (현 대구중)
- 1950년 4월 부설 초급대학 설립
- 1951년 4월 포정동 청구대학으로 교사 이전
- 1952년 부설 초급대학 폐지
- 1952년 5월 남산동 대구향교로 교사 이전
- 1954년 12월 대명동으로 교사 이전 (현 영남대의료원)
- 1958년 대학원 설치
- 1959년 3월 재단법인 문파교육재단과 통합, 병설 대구여자학숙 설립
- 1961년 1월 병설 대구여자학숙을 대구대학에 통합
- 1962년 병설 여자초급대학 설립(대구여자학숙의 부활)
- 1964년 제121 ROTC 설치인가

### 청구대학
- 1948년 9월 최해청에 의해서 대구문리과전문학원 야간부로 종로에서 개교
- 1950년 3월 포정동으로 교사 이전
- 1950년 4월 25일 재단법인 청구대학 설립, 청구대학으로 개편
- 1953년 주간부 설치
- 1955년 문화동으로 교사 이전 (현 노보텔)
- 1960년 효목동에 공학관 준공
- 1961년 대학원 설치
- 1962년 병설 실업초급대학 설립
- 1963년 병설 공업고등전문학교 설립 (현 경일대학교)
- 1964년 효목동으로 본부 이전
- 1964년 제122 ROTC 설치인가

### 영남대학교
- 1967년 12월 22일 박정희에 의해서 대구대학과 청구대학을 통합해 학교법인 영남학원 설립, 영남대학교로 개편. 이사장 이동형 선생 취임
- 1968년 초대총장 신기석 박사 취임. 경산에 105만여평 학교 부지 마련
- 1969년 경산 캠퍼스 건립 기공식
- 1972년 대학교 본부 및 전체 기구를 경산 캠퍼스로 이전
- 1974년 중앙도서관 22층 준공
- 1975년 전자계산소 준공
- 1981년 박근혜 이사를 앞세워 영남대학교 정관 제1조를 '교주 박정희 선생의 창학 정신에 입각하여’라는 내용으로 개정했다.[15]
- 1983년 5월 영남대학병원 개원 (1986년 5월 영남대 의료원으로 승격)
- 1989년 박물관 신축 건물 개관
- 1996년 지역협력연구센터(RRC) 개설
- 2001년 경북지역 환경기술개발센터 개설, 영남대학교 i-Campus 정보인프라시스템 개통
- 2002년 최첨단 멀티미디어지원센터 개설, 인터넷 방송국 개국, 모바일 캠퍼스 구축
- 2003년 의과학 연구소 신설
- 2004년 영남대학교 UI 글씨체 개정
- 2005년 '독도연구소' 전국대학 최초설립, (2월) 중앙도서관 리노베이션 준공
- 2008년 향토생활관, 천마아트센터 개관
- 2009년 영남대학교 법학전문대학원 개원, 의학전문대학원 개원
- 2009년 영남대학교 재단정상화
- 2010년 의과대학 증/개축, 여성 ROTC 시범대학 선정
- 2011년 YU-EU센터 개원, 융복합연구클러스터(CRC)준공
- 2012년 영남대학교 정관에서 교주 박정희를 설립자 박정희로 변경
- 2012년 교육과학기술부, 한국장학재단 주관 "다문화 탈북학생 멘토링 사업" 영남권역거점대학 선정
- 2012년 교육과학기술부 ‘2012학년도 한국교육 선진화 선도대학(ACE)사업 1위’에 선정
- 2012년 교육과학기술부와 한국산업기술진흥원 주관 2단계 공학교육혁신센터 지원사업의 ‘공학교육 거점대학’에 선정
- 2012년 고용노동부와 한국산업인력공단 주관 국가인적자원개발(HRD)컨소시엄 사업 ‘영남권 허브 대학’ 선정
- 2012년 상경관 및 공대IT관 증축, 전력용량증설, CRC신축 준공
- 2012년 교육과학기술부와 한국산업기술진흥원 주관 2단계 ‘공학교육혁신센터 지원사업’ 선정
- 2012년 봉화군과 향토생활관 협약 체결
- 2012년 교육과학기술부와 한국연구재단 주관 산학협력 선도대학 육성사업(LINC) 선정
- 2012년 영남대-금융 4개기관(한국자산관리공사, 미소금융중앙재단, 신용회복위원회, 신용보증재단 중앙회)간 협약 체결
- 2012년 고용노동부 주관 ‘창조캠퍼스’ 지원대학 2년 연속 선정
- 2012년 미국 Southern Oregon University와 상호학점교류에 관한 특별협정 체결을 통한 ‘1+3 글로벌 학위과정’ 개설
- 2012년 베트남국립대학-호치민(VNU-HCM)과 교류협력 체결
- 2012년 9월 19일 대구 도시철도 2호선 연장개통. (영남대역)
- 2013년 2월 1일 제14대 총장 노석균 교수(화학공학) 취임.
- 2013년 9월 10일 영남대학교 현재 UI 사용 개시
- 2013년 12월 27일 교육부, 한국대학교육협회 한국대학평가원 '2013 대학기관평가인증'획득
- 2014년 2월 4일 2012학년도 기준 학생 1인당 교육비투자 대구경북 종합사립대 1위(2013년 8월 대학알리미 기준)
- 2014년 2월 5일 영남대 의대, 한국의학교육평가원 ‘2013년 의학교육 평가인증’획득
- 2014년 2월 23일 캄보디아 교육부 '우수봉사단' 선정
- 2014년 3월 1일 정치행정대학 경찰행정학과 신설
- 2014년 4월 2일 시가총액 10대기업 임원배출 전국10위
- 2014년 4월 11일 '2014 대한민국 참교육대상'(‘글로벌혁신경영’ 부문) 수상
- 2014년 4월 29일 영남대학교병원 권역 호흡기 전문질환센터 개원
- 2014년 5월 7일 영남대 로스쿨, 제3회 변호사시험 합격률 전국2위
- 2014년 5월 14일 교육부, 한국대학교육협의회 선정 2013산업계관점 대학평가 전자공학과·정보통신공학과 최우수 선정
- 2014년 6월 20일 교육부와 한국대학교육협의회 주관 '고교교육 정상화 기여대학 지원사업'선정
- 2014년 7월 8일 영남대 창업보육센터 준공식 개최
- 2014년 7월 14일 박정희정책새마을대학원이 박정희새마을대학원으로 명칭 변경
- 2014년 7월 29일 아이티 정부 공무원 '아이티 경제발전 전략 및 새마을운동' 연수
- 2014년 8월 12일 영남대 국립국제교육원 '정부초청 대학원 장학생 한국어연수기관' 선정
- 2014년 8월 28일 한중과학기술협력센터와 글로벌 산학협력 MOU 체결
- 2014년 8월 28일 동아일보 '2014 청년드림대학' 선정 결과 취업, 창업 지원역량 최우수 대학 선정
- 2014년 9월 1일 2014 중앙일보 대학평가 영남대 경영학부 '우수' 평가
- 2015년 교육부 대학구조개혁평가 최상위 A등급
- 2016년 제5회 변호사시험 합격률 100%, 2년 연속 전국 1위
- 2016년 교육부 프라임사업(산업연계교육활성화 선도대학) 대형 유형 선정(450억, 3년)
- 2017년 고용노동부 대학창조일자리센터 운영대학 선정
- 2017년 교육부 사회맞춤형 산학협력 선도대학 육성사업(LINC+사업) 선정

## 개설 학과·전공
2017년 3월 현재 영남대학교는 광활한 캠퍼스 위에 다양한 부속기관과 각종 연구소 및 최첨단의 영남대학교 의료원 및 영천병원을 운영하고 있으며, 학부의 19개 단과대학(야간강좌개설부 포함), 68개 학부(과), 12개 대학원을 갖춘 사립대학으로 성장하고 있다.
2017학년도 3월 1일자로 영남대학교는 학부에 문과대학, 자연과학대학, 공과대학, 기계IT대학, 법과대학, 정치행정대학, 상경대학, 경영대학, 의과대학, 약학대학, 생명응용과학대학, 생활과학대학, 사범대학, 디자인미술대학, 음악대학, 야간강좌개설부, 기초교육대학, 건축학부, 국제학부를, 대학원에 일반대학원, 의학전문대학원, 법학전문대학원, 경영대학원, 환경보건대학원, 교육대학원, 행정대학원, 공학대학원, 문화예술디자인대학원, 스포츠과학대학원, 임상약학대학원, 박정희새마을대학원을 두고 있다. 부속기관으로는 의료원, 도서관, 박물관, 신문방송사, 정보전산원, 건강관리센터, 출판부, 생활관, 고시원, 외국어교육원, 공학교육혁신센터, 천마아트센터, 한국어교육원, 실험동물센터가 있고, 그 외에 부설기관으로 43개의 연구소와 사회교육원, 다문화교육연구원, 영남아메리칸센터 등이 있다.

## 부설 연구기관
- 인문과학연구소
- 기초과학연구소
- 공업기술연구소
- 사회과학연구소
- 자원문제연구소
- 민족문화연구소
- 통일문제연구소
- 환경문제연구소
- 산․경연구소
- 의과학연구소
- 노인학연구소
- 스포츠과학연구소
- 약품개발연구소
- 법학연구소
- 정보통신연구소
- 생명공학연구소
- 장류연구소
- 조형연구소
- 학교교육연구소
- 창업․중소기업경영지원센터
- 한우연구소
- 기계기술연구소
- 방재연구소
- 생활과학연구소
- 통계연구소
- 재료기술연구소
- 청정기술연구소
- 광나노기술연구소
- 중국연구센터
- 국어문화연구소
- 농촌개발연구소
- 독도연구소
- 섬유패션소재지역협력연구소
- 건축연구소, 태양에너지연구소
- 박정희새마을연구원
- 사이버감성연구소
- 한국균형발전연구소
- 단백질센서연구소
- 한자문화연구소
- 한국군사문제연구소
- 고등교육정책연구소
- 세포배양연구소

## 부설 교육기관

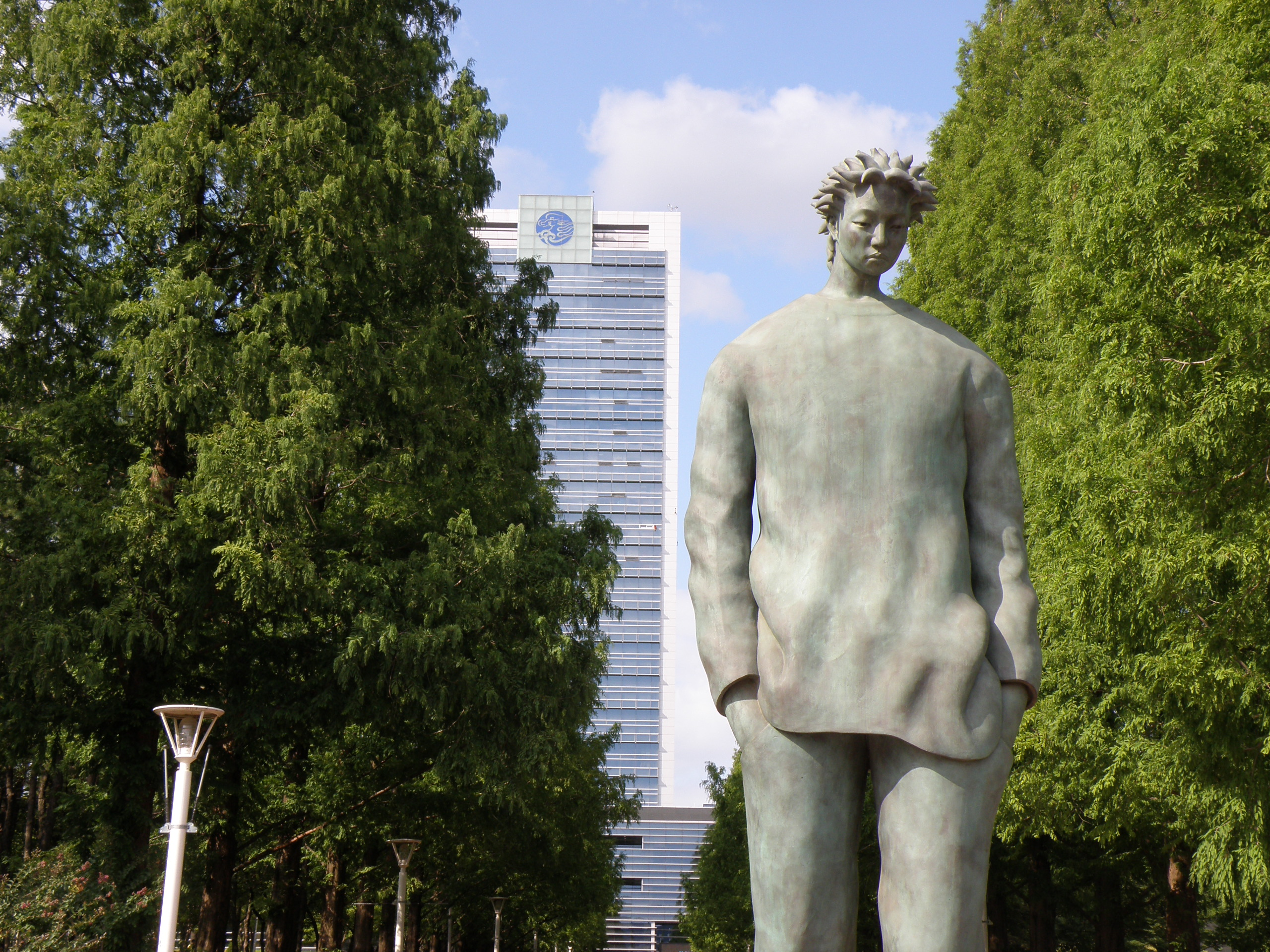
영남대학교 중앙도서관

- 사회교육원
- 다문화교육연구원
- 영남아메리칸센터

## 부속 기관
- 의료원
- 도서관
- 박물관
- 신문방송사
- 정보전산원
- 건강관리센터
- 출판부
- 생활관
- 고시원
- 외국어교육원
- 공학교육혁신센터
- 천마아트센터
- 한국어교육원
- 실험동물센터

## 주요 학생 단체

### 총학생회
학교 당국과 학생들의 요구를 관철시키기 위해 노력하는 학생자치기구이다. 총학생회,중앙감사위원회, 대학원총학생회, 총동아리연합회 및 각 단과대 학생회로 구성된다.

### 동아리
다양한 문화 및 사회봉사 등을 학생들이 주축이 되어 자발적인 사회경험과 친목을 쌓을 수 있는 활동 단체이다. 현지조사연구회, 천마극단, 천마응원단, 상문독서토론회, 탐험대, 산악회 등 90여개의 동아리가 운영되고 있다.

### 지킴이
영남대학교에서 운영하는 학생자치 야간규찰대이다. 교내 야간순찰을 강화하여 건전한 대학문화 정착과 면학분위기 조성을 위해 운영되고 있다. 2012년 2학기 현재, 영대지킴이 제30기가 활동하고 있다. 1명의 대장과 20명의 조원 총 21명으로 구성되어 있고, 매학기 학교 축제나 행사등에 안전적인 진행을 위하여 노력하고 있다. 매학기 시작전, 야간 규찰대 모집을 하며, 학교 행정인턴쉽 장학생으로 신청을 한다.

### 운동부
영남대학교에는 야구, 축구, 유도, 씨름, 레슬링, 육상 등 6개의 운동부가 활동하고 있다. 각 운동부에서 배출한 많은 선수들이 국가대표 등으로 발탁되어 각종 국제대회에서 국위를 선양하고 학교의 명예를 높인 바 있다.

### 학생홍보대사
1996년 12월 제1기를 시작으로 현재 22기째(2017년) 전통을 이어오고 있으며, 학생홍보대사는 On/Off-line으로 영남대학교를 대표하는 얼굴로 활동하고 있다.
최근 2011년 영남대학교 학생홍보대사 영대사랑은 학생들의 아이디어로 제작한 학교 로고송 보관됨 2017-02-06 - 웨이백 머신 을 제작하여 화제가 되었다.

## 동문

### 총동창회
대구대학과 청구대학이 합병하여 영남대학교로 발족함에 따라 양 대학의 동창회가 통합하여 이루어진 기구이다. 그 결과 1972년 전국대학동창회 중 최초로 회관건물을 갖게 되었으며, 1995년 완료된 동문명단 전산화 작업은 파악된 모든 동문(전국 최다)에게 동창회보를 발송하는 최초의 동창회가 되게 하였다. 서울, 부산, 마산, 창원, 제주 등 27곳에 동창회지부가 조직되어 있고, 뉴욕, 남가주, 시카고, 워싱턴 D.C., 미국동남부, 인도네시아, 벤쿠버, 토론토, 영국 등 9곳의 해외지부도 결속되어 있다. 또 단과대학별⦁학과별⦁직장별 등의 동창회도 결성되어 있다. 이처럼 동문 상호간의 친목과 우의를 도모하면서 영대인의 긍지를 한껏 자랑하고 있는데, 재단법인 <영대동창장학회>를 설립하여 모교의 발전에도 크게 기여하고 있다.

## 사진

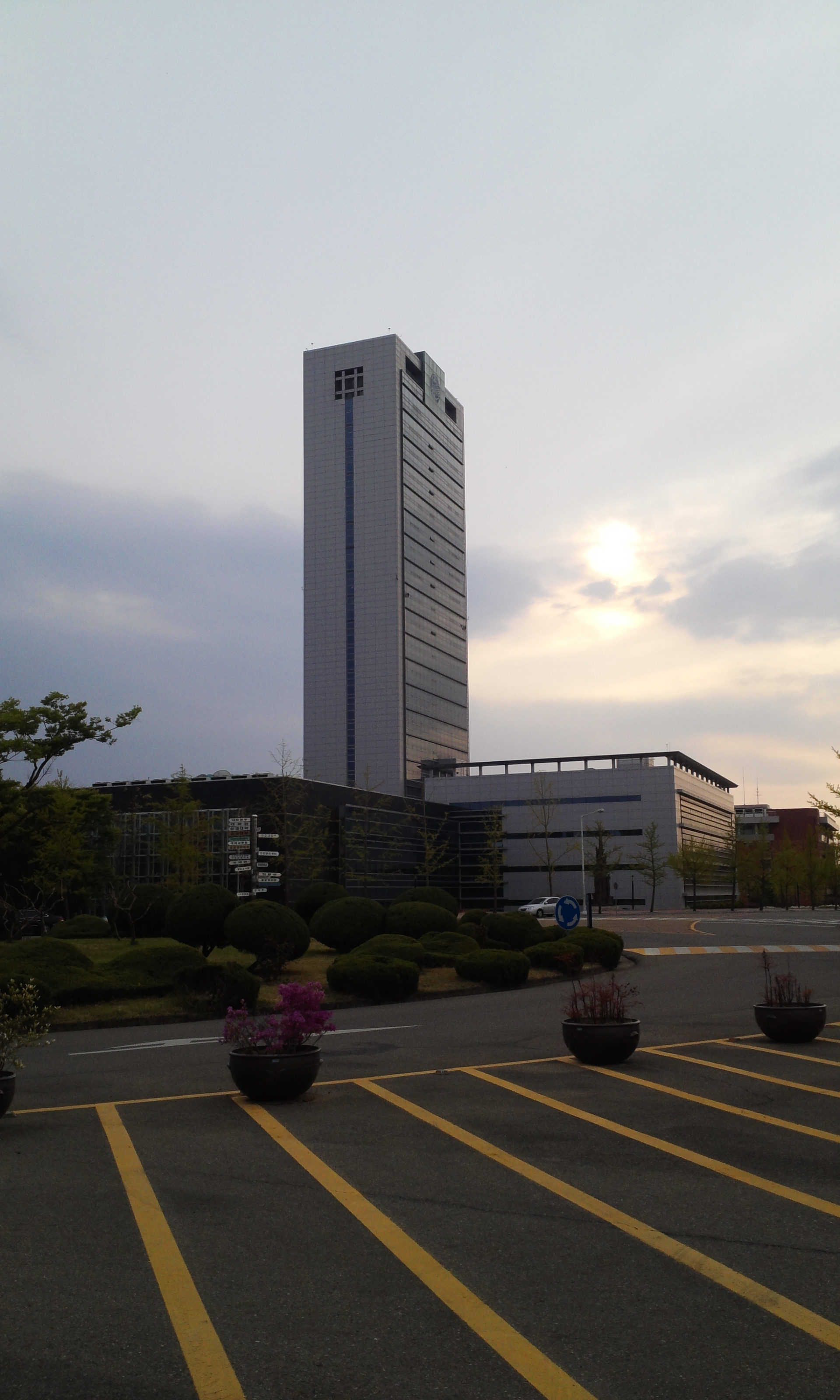
2013년 4월 영남대학교 중앙도서관
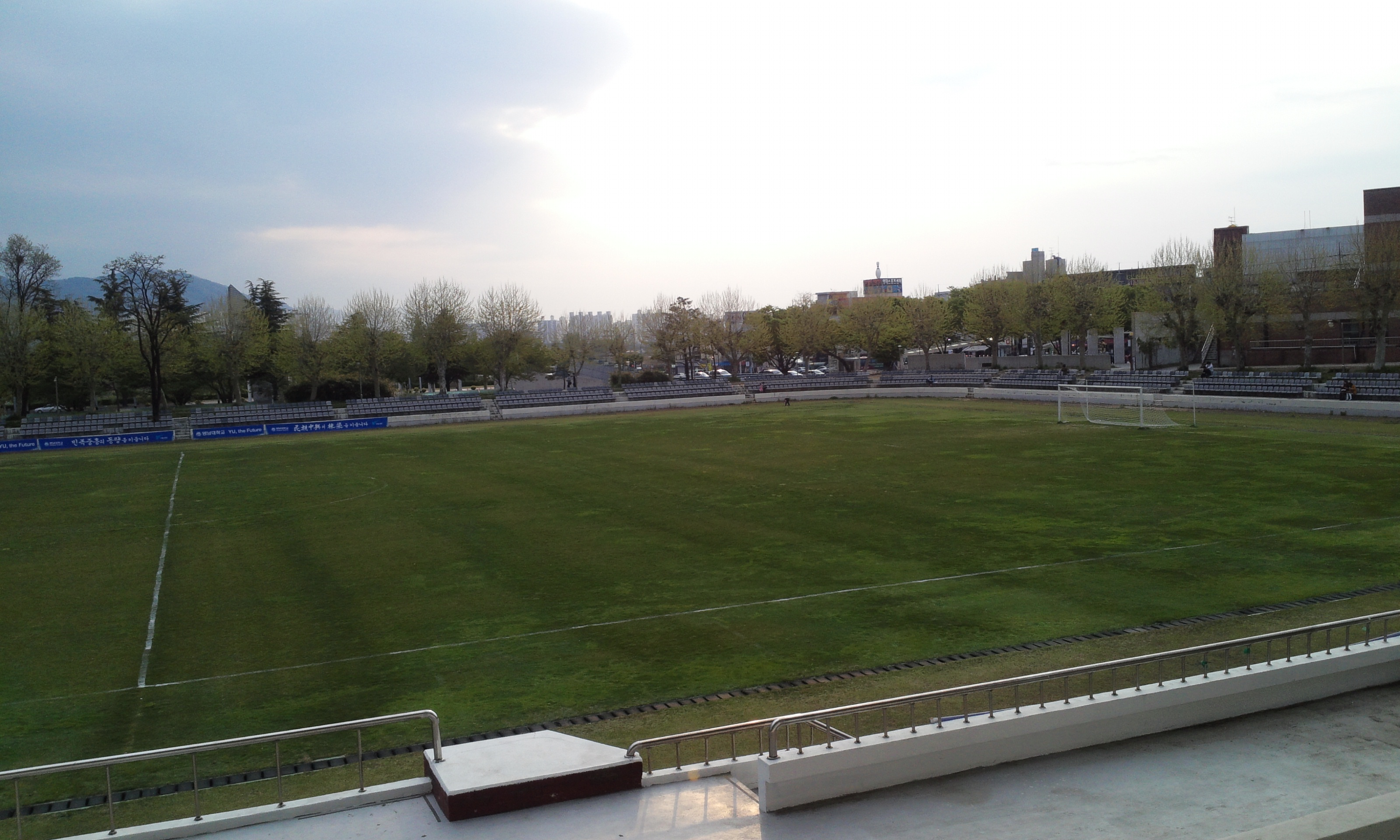
2013년 4월 영남대학교 운동장

## 같이 보기
- 대한민국의 교육